# Syrrhopodon loxorhynchus
Syrrhopodon loxorhynchus là một loài rêu trong họ Calymperaceae. Loài này được Müll. Hal. ex Ångstr. Paris mô tả khoa học đầu tiên năm 1898.